# Glossosoma aveleta
Glossosoma aveleta är en nattsländeart som beskrevs av Ross och Hwang 1953. Glossosoma aveleta ingår i släktet Glossosoma och familjen stenhusnattsländor. Inga underarter finns listade i Catalogue of Life.